# Spodolepis
Spodolepis là một chi bướm đêm thuộc họ Geometridae.